# Jana van Laere
Jana van Laere (* 1996) ist eine belgische Fußballschiedsrichterin.

## Werdegang
Van Laere lebt in Beveren. Ab 2013 begann sie Fußball zu spielen. Hauptberuflich arbeitet sie als Krankenschwester. 2019 absolvierte sie ihre Ausbildung zur Schiedsrichterin. Heute leitet sie Spiele im gesamten belgischen Frauenfußball bis zur Super League.
Seit 2023 steht van Laere auf der Liste der FIFA-Schiedsrichter und leitet internationale Fußballpartien. Sie gehört zur Gruppe der UEFA-Second-Category-Schiedsrichterinnen, der dritthöchsten Schiedsrichterinnen-Kategorie.
Van Laere wurde für die U-17-Europameisterschaft 2025 auf den Färöern nominiert. Zudem leitete van Laere Spiele in der EM-Qualifikation für die Europameisterschaft 2025 in der Schweiz, in der Women’s Nations League, in der Qualifikation zur Women’s Champions League sowie diverse Qualifikations- und Freundschaftsspiele.